# Statul Autonom Slovac
Statul Autonom Slovac a fost un stat autonom al slovacilor în cadrul Cehoslovaciei. Statul a fost condus de Jozef Tiso.

## Fondare
După Acordul de la München, Slovacia a obținut autonomia în cadrul Ceho-Slovaciei (noua denumire a Cehoslovaciei) și a pierdut teritoriile sudice în favoarea Ungariei revizioniste, după primul arbitraj de la Viena. Ungaria ar fi dorit anexarea întregii Slovacii.

## Independența
Pe 13 martie 1939, Hitler l-a invitat pe monseniorul Jozef Tiso (fostul premier al Slovaciei autonome, înlăturat prin forță de trupele cehe cu câteva zile mai înainte) la Berlin, pentru a-l îndemna să proclame independența Slovaciei, alternativa fiind prezentată de Berlin, ca fiind o împărțire a țării între Ungaria și Polonia. Această posibilitate a fost „confirmată”, în context geopolitic de ministrul de externe german, Joachim von Ribbentrop, care a prezentat un raport fals cu privire la mobilizarea trupelor maghiare la granița cu Slovacia. Tiso a refuzat să ia decizia proclamării independenței de unul singur. Hitler a fost de acord ca problema independenței să fie hotărâtă de Dieta (parlamentul) slovacă. Pe 14 martie, a fost convocată Dieta. În sesiunea parlamentului, Tiso a prezentat un raport asupra discuțiilor cu Hitler, iar deputații au aprobat în unanimitate proclamarea independenței. Jozef Tiso a fost numit prim-ministru al noii republici.